# Kapitular
Kapitular (srednjovjekovni latinski: capitularium) je vrsta pravnog dokumenta iz franačkog prava iz vremena Merovinga i Karolinga. Ime su dobile prema tome što su bile podijeljene na odjeljke zvane capitula (množina od capitulum, što je umanjenica od caput što znači "glava", odnosno poglavlja).
Uređivao je odnose koji su bili u državnoj nadležnosti. Primjenjivali su ih kraljevi činovnici (nadbiskupi, biskupi, missi dominici, grofovi). Preslik se slao kancelaru u palačkim pismohranama. Posljednji vladar koji je sastavio kapitulare bio je Lambert II. Bilo je to 898. godine.
Vremenski su kapitulari bili ograničeni trajanjem života kralja izdavatelja. Glede odnosa prema inim zakonima, kapitulari se dijele na: 
1. capitularia legibus addenda – zakonu dodani,
2. capitularia per se scribenda – samostalni, nemaju sveze sa zakonima.

Glede sadržaja, dijele se na:
1. capitularia mundana (svjetovne),
2. capitularia ecclesiastica (crkvene),
3. capitularia missorum i
4. capitularia mixta (mješovite).